# Agios Nikolaos Anapafsas

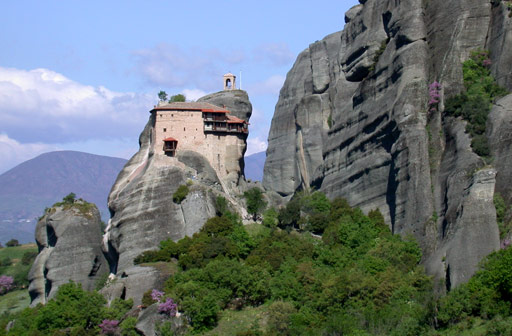
Agios Nikolaos Anapafsas

Agios Nikolaos Anapafsas är ett kloster i världsarvet Meteora i Grekland som byggdes på 1500-talet av Sankt Dionysious Metropolit i Larissa. Klostret övergavs av 1900 och förföll tills det renoverades på 1960-talet. Namnet "Anapafsas" är av okänt ursprung; det kan vara efternamnet av en tidig munk eller grundare. Här finns väggmålingar från 1500-talet av den kretensiske ikonografen Theophanis Bathas-Strelitzas. Idag bor en munk i klostret.